# Anna Palm de Rosa
Anna Sofia Palm de Rosa (Stoccolma, 25 dicembre 1859 – Madonna dell'Arco, 2 giugno 1924) è stata una pittrice svedese.

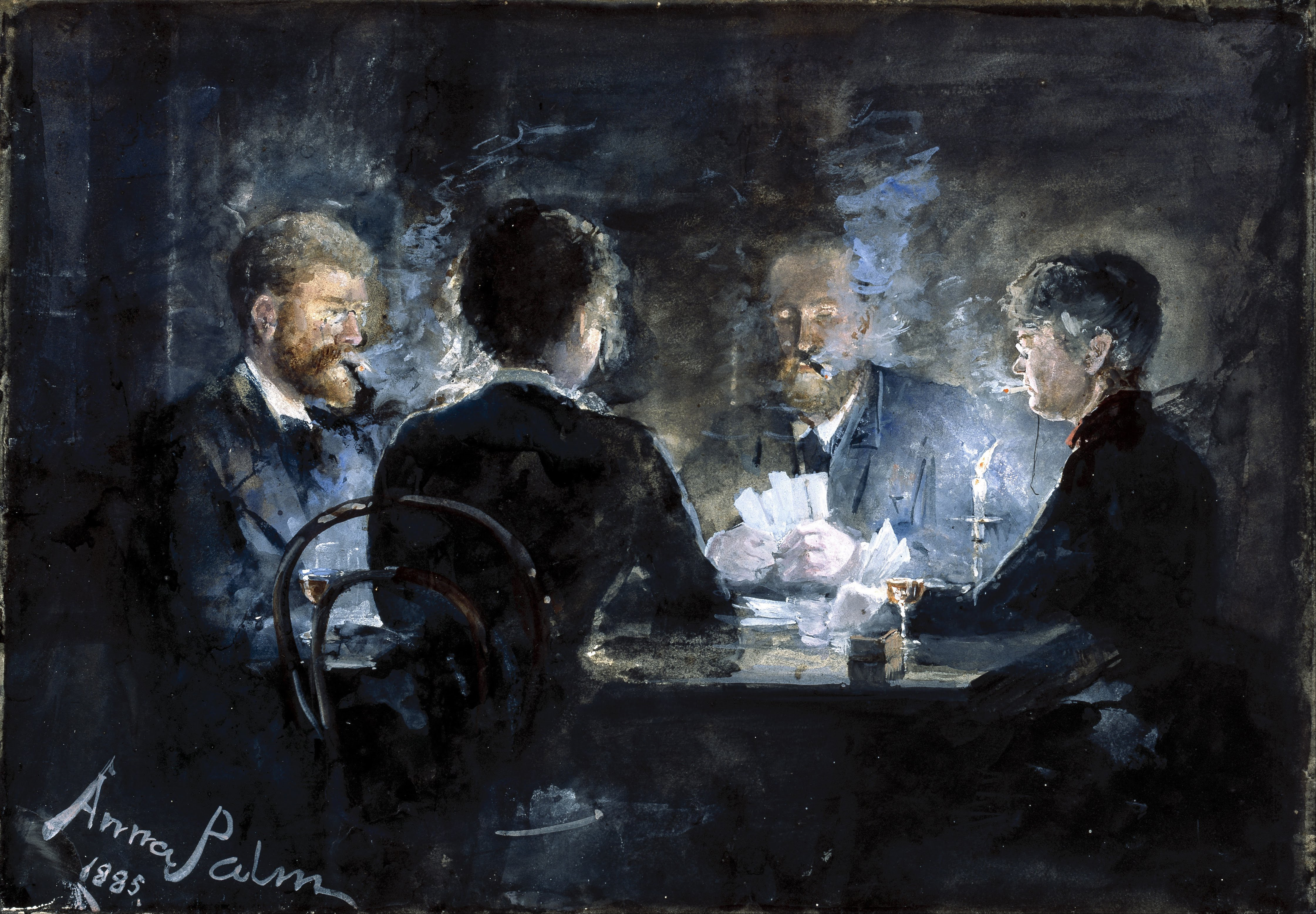
Et l'hombre-parti på Brøndums Hotel (1895)

Negli anni Novanta del XIX secolo divenne una delle pittrici svedesi più popolari grazie ai suoi acquerelli che rappresentavano vedute di Stoccolma e scene rurali, il suo lavoro è stato a lungo dimenticato ed è stato rivalutato in tempi più recenti.
Il suo dipinto più celebre è probabilmente Et l'hombre-parti på Brøndums Hotel, custodito al Museo di Skagen, che raffigura una partita a carte nell'hotel Brøndums di Skagen realizzato durante un soggiorno estivo con i pittori di Skagen.

## Biografia
Il padre di Anna Palm de Rosa, Gustaf Wilhelm Palm, era un pittore paesaggista e professore alla Reale Accademia delle Belle Arti, la madre Eva Palm Sandberg, era figlia del pittore Johan Gustaf Sandberg. Numerosi artisti frequentavano la casa di famiglia, spesso erano allievi del padre, tra i nomi vi sono Viktor Andén, Gustaf Cederström, Nils Kreuger e Georg Pauli, tra gli allievi del padre Carl Larsson e  Julius Kronberg.
Le prime lezioni di pittura le vennero impartite dal padre, essendo donna all'epoca le era preclusa la frequentazione di scuole d'arte continuò pertanto a studiare privatamente con altri pittori, frequentò lezioni presso la scuola privata del paesaggista Edvard Perséus e proseguì gli studi con Per Daniel Holm che accompagnò in un viaggio in Danimarca presso i pittori di Skagen. A questo periodo risale il dipinto della partita a carte (1885).
Anna Palm de Rosa proseguì i suoi studi ad Anversa sotto la guida di Romain Steppe, pittore di paesaggi e marine.
Dopo un soggiorno a Parigi, si trasferì a Copenaghen e dal 1889 al 1891 insegnò presso l'Accademia delle belle arti di Copenaghen. In questo periodo iniziò a dipingere, e poi a produrre in serie, acquerelli di scene di Stoccolma che ottennero una discreta popolarità come souvenir per i turisti.
Nel 1895 si stabilì prima a Parigi, dove trascorse un anno e poi in Italia, durante una visita a Capri incontrò Alfredo de Rosa, tenente di fanteria, i due si sposarono nel 1901. Qualche anno dopo nacque il figlio Francesco. La coppia visse in varie località e alla fine si stabilì a Madonna dell'Arco, vicino a Napoli. 
Un'altra sua opere celebre, realizzata un anno dopo il matrimonio, è Skijoring, 1902, un acquerello di grandi dimensioni con una scena invernale ricca di dettagli, forse la prima rappresentazione grafica dello Skijöring con cavalli.
Nel 1915 Alfredo de Rosa venne chiamato alle armi, il compito di provvedere alla famiglia diede nuovo impulso alla creatività di Anna che riprese a produrre acquerelli destinati a divenire cartoline. Si specializzò sempre più nella realizzazione di varie vedute di Stoccolma ma anche nelle cartoline di genere, cioè scene popolari della vita nelle aree rurali del Dalarna e della Lapponia ma anche dell'Italia e della Francia. Realizzò anche cartoline di altri luoghi, Finlandia e Amburgo e anche cartoline natalizie. Secondo un recente inventario la sua produzione fu di diverse centinaia di motivi tutti accomunati da una grande attenzione ai dettagli e da una rara sensibilità per i colori. Spesso nelle vedute di Stoccolma utilizzò come riferimento le fotografie di Frans Gustaf Klemming.
Esibì le sue opere in diverse mostre sia alla Reale Accademia delle Belle Arti a Stoccolma (1885 e 1887) sia all'Esposizione Baltica di Malmö del 1914.
Sue opere si trovano al Museo nazionale di Stoccolma, al Museo d'arte di Göteborg, alla Biblioteca Universitaria di Uppsala, al Museo di Norrköping, all'Ateneum di Helsinki e al Castello di Drottningholm.